# Tung Pin
Tung Pin (čínsky pchin-jinem Dǒng Bīn, znaky 董斌; * 22. listopadu 1988) je čínský atlet, halový mistr světa v trojskoku z roku 2016.

## Sportovní kariéra
V roce 2010 i 2012 se stal halovým mistrem Asie v trojskoku. Na olympiádě v Londýně v roce 2012 obsadil desáté místo. Největším úspěchem se pro něj stalo vítězství v soutěži trojskokanů na halovém mistrovství světa v březnu 2016 v Portlandu. Ve stejné sezóně získal bronzovou medaili v této disciplíně na olympiádě v Rio de Janeiro.

## Osobní rekordy
- hala – 17,41 m (2016)
- venku – 17,38 m (2012)